# Sone no Yoshitada
Sone no Yoshitada (曾禰好忠 (Tăng Nĩ Hảo (Hiếu) Trung)) là nhà thơ waka Nhật Bản vào giữa thời kỳ Heian. Năm sinh năm mất của ông không có thông tin rõ ràng, chỉ biết ông sinh sống vào hậu bán thế kỉ thứ 10. Ông có chân trong Ba mươi sáu ca tiên và một trong những bài thơ của ông nằm trong tập thơ nổi tiếng Ogura Hyakunin Isshu.

## Sự nghiệp
Ông lãnh chức thư ký (掾 jō)  lo việc trị an, pháp luật, ở tỉnh Tango (Đan Hậu, phía bắc Kyōto bây giờ) nên còn được gọi là Sotan ( Tăng Đan), kết hợp giữa chữ cái đầu trong tên của ông và chữ cái đầu của tên tỉnh) hay Sotango (曾丹後 (Tăng Đan Hậu)) kết hợp giữa chữ cái đầu trong tên của ông và tên của tỉnh). Cách xưng hô này không phải hàm ý kính trọng mà là coi thường vì có nhiều giai thoại kể về tính hẹp hòi và lập dị của ông. Tuy ông không được kính trọng trong thời gian đương chức nhưng về sau ông được công nhận là một nhà thơ có trình độ cao, đã có công thổi một luồng gió mới vào thơ waka, với khoảng 90 bài thơ của ông xuất hiện trong Nijūichidaishū.

## Thơ Sone no Yoshitada
Đây là bài thơ số 46 trong tập Ogura Hyakunin Isshu do Fujiwara no Teika biên tập: 
| Nguyên văn:                                              | Phiên âm:                                                                     | Dịch thơ: | Diễn ý: |
| -------------------------------------------------------- | ----------------------------------------------------------------------------- | --- | --- |
| 由良のとを 渡る舟人 かぢをたえ 行くへも知らぬ 恋の道かな | Yura no to wo Wataru funabito Kaji wo tae Yuku e mo shiranu Koi no michi kana | Eo Yura sóng gió, Mất mái, biết chèo sao? Tình như thuyền lạc hướng, Không biết dạt phương nào! (ngũ ngôn) Bến nào trôi dạt tình ta, Mái chèo đã mất, sao qua mấy trùng! (lục bát) | Người chèo thuyền muốn vượt qua eo biển Yura, Đánh mất cả lèo cả lái, trôi nổi không định hướng. Lo là tình yêu cũng như thế thôi, Từ đây biết nó dạt đến bến nào! |

### Xuất xứ
Shin Kokin Wakashū ( Tân Cổ Kim Tập), thơ luyến ái phần thứ nhất, bài 1071.

### Đề tài
Tình yêu giống như con thuyền bơi trên dòng nước ngược, không biết sẽ dạt về đâu.
Tình yêu cũng như con thuyền đã bị mất mái, để mặc cho cơn sóng dữ cuốn đi. Yura no to là một địa danh thông dụng nhưng đây chỉ cửa sông Yuragawa, nay ở thành phố Ōtsu gần Kyōto. To (cửa) có nghĩa là minato (thủy môn). Xưa kia đấy là một cửa biển hẹp, luồng nước rất mạnh.
Cả câu đầu lẫn câu thứ hai Yura no to wo, Wataru funabito, Kaji wo tae tạo nên một Jo-kotoba (cụm từ mào đầu) để chỉ cảnh mất hết lèo lái, “không còn làm chủ được tình hình”, “để mặc cho hoàn cảnh dẫn dắt”. Các chữ to (cửa), michi (đường đi), wataru (vượt qua), funabito (người đi thuyền), kaji (mái chèo, còn chỉ chung dụng cụ định hướng thuyền), iku e (đi về hướng) đều là những engo (chữ liên hệ).
Để ý đến chữ Yura, tuy là danh từ riêng nhưng có hiệu quả âm thanh làm liên tưởng đến thành ngữ kokoro no yuragi có nghĩa là con tim dao động.

## Đường dẫn ngoài
- McMillan, Peter. Năm 2010 (Bản in đầu, Năm 2008). Một Trăm Nhà Thơ, Mỗi Vị Một Thơ. New York: Nhà xuất bản Đại Học Columbia. (tiếng Anh)
- Suzuki Hideo, Yamaguchi Shin'ichi, Yoda Yasushi. Năm 2009 (Bản in đầu, Năm 1997). Genshoku: Ogura Hyakunin Isshu. Tokyo: Bun'eidō. (tiếng Nhật)
- Một trăm bài thơ Nhật Bản cổ (Hyakunin-isshu), biên dịch bởi William N. Porter, 1909, tại trang sacred-texts.com (tiếng Anh)
- Ogura Hyakunin Isshu, biên dịch bởi chimviet.free.fr Lưu trữ ngày 22 tháng 12 năm 2016 tại Wayback Machine